# Аббатство Жюмьеж
Жюмье́ж, аббатство святого Петра в Жюмьеже (фр. Abbaye Saint-Pierre de Jumièges) — бывший бенедиктинский монастырь во Франции, основанный в 654 году Филибертом Жюмьежским на королевских землях возле поселения Жюмьеж (лат. Gemedia; территория современного департамента Приморская Сена в Нормандии). Аббатство национализировали во время Великой французской революции, продали новым владельцам, которые использовали его в качестве каменоломни, и постепенно оно превратилось в руины. В 1947 году выкуплено государством и превращено в музей под открытым небом.

## История
Аббатство основано в 654 году святым Филибертом. Каролингский монастырь был основан в излучине Сены в глухом труднодоступном лесу. Филиберт стал первым аббатом монастыря, однако из-за происков недоброжелателей был вынужден удалиться из Жюмьежа. Позднее он основал монастырь на острове Нуармутье, где скончался и был похоронен. При втором аббате, Ашаре, монастырь вступил в период быстрого роста. В VII веке монахом Жюмьежа был святой Сидоний, а в середине VIII века в аббатстве подвизался святой Стурмий, изгнанный из основанного им монастыря Фульда.
24 мая 841 года монастырь сожгли норманны. Позже, во время второго набега, норманны разграбили монастырь. Перед лицом постоянной угрозы скандинавов монахи покинули обитель, забрав с собой реликвии и самые ценные манускрипты. Большая часть монахов нашла убежище в приорстве Аспр, недалеко от Камбре. Монастырь оставался заброшенным около полувека, до начала X столетия.
По указанию герцога Нормандии Вильгельма I, известного по прозвищу Длинный меч, около 934 года аббатство восстановили монахи, пришедшие из аббатства Сен-Сиприен, что возле Пуатье. Новые постройки позволили принять 12 послушников.
В середине XI века монастырь реконструировал аббат Роберт Жюмьежский. 1 июля 1067 года архиепископ Руана святой Маврилий освятил главную церковь аббатства, Нотр-Дам-де-Жюмьеж, в присутствии герцога Нормандии Вильгельма Завоевателя и множества прелатов, в числе которых были все епископы Нормандии.

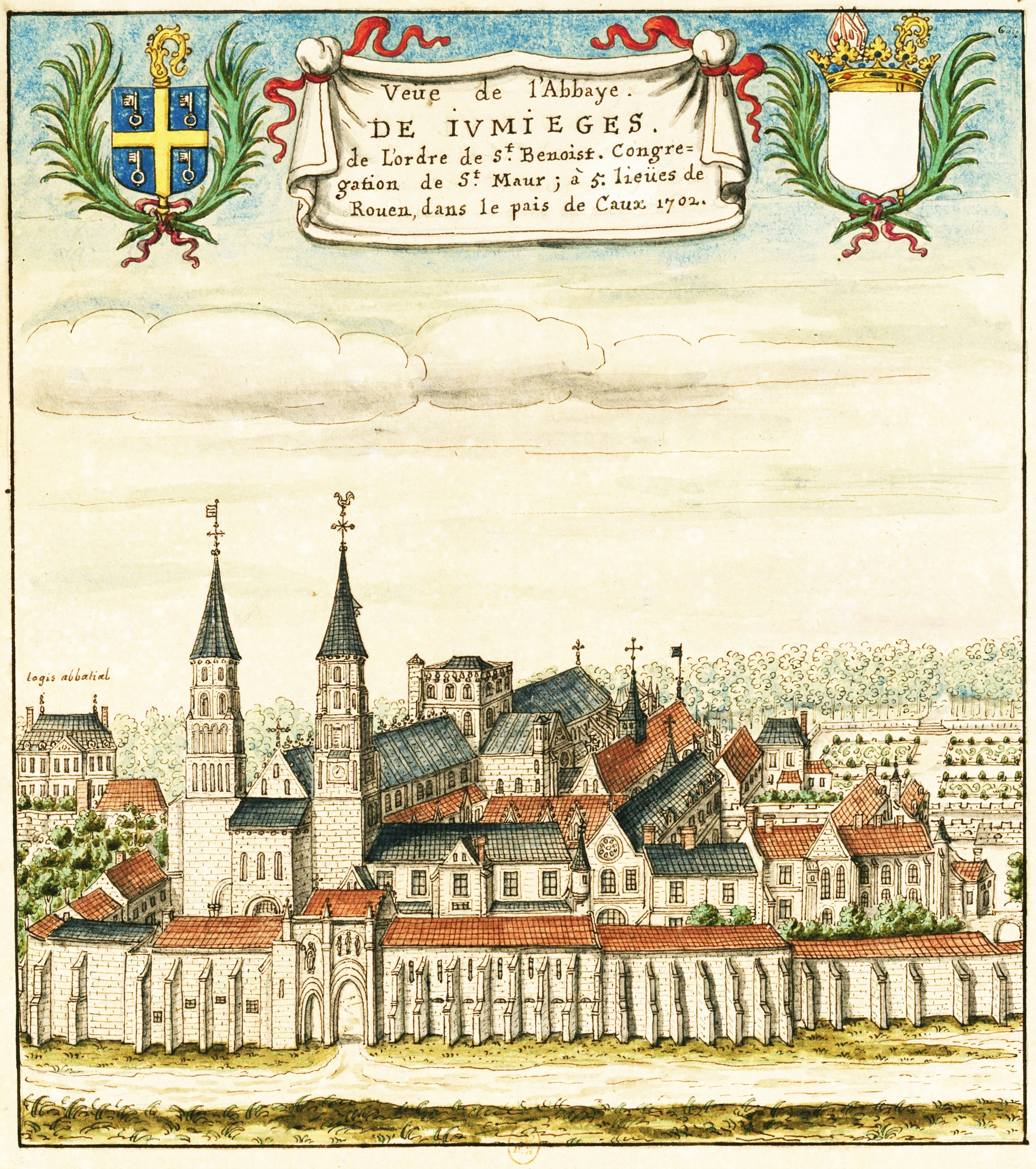
Аббатство в 1702 году

Аббатство вело собственную летопись Annales Gemmeticenses («Жюмьежские анналы») с начала XII века.
С этого момента аббатство находилось под покровительством герцогов Нормандии, что способствовало его процветанию, пик которого пришёлся на XI—XIII века. Жюмьеж стал главным монастырём Нормандии и важным центром образования и науки, собрание манускриптов в монастырской библиотеке насчитывало несколько сотен ценных трудов. Монахом аббатства был хронист Гийом Жюмьежский. Аббаты Жюмьежа были достаточно влиятельными фигурами в церковной жизни, многие из них после оставления поста аббата Жюмьежа стали важными иерархами. Роберт Жюмьежский в 1051 году стал архиепископом Кентерберийским, некоторые другие стали епископами и кардиналами. В XIII веке монастырская церковь была перестроена в готическом стиле.
Аббатство пришло в состояние упадка во время Столетней войны, но затем восстановило своё значение. В XVI веке Жюмьеж был разрушен армией гугенотов в ходе религиозных войн. Монастырь был восстановлен, а в 1573 году освящена заново построенная монастырская церковь. В 1649 году аббатство, как и ряд других французских монастырей, перешло к ордену мавристов, приложивших много усилий к восстановлению и развитию Жюмьежа.
После начала французской революции аббатство Жюмьеж, как и прочие монастыри Франции, было закрыто. Библиотека была перевезена в Руан. С 1795 по 1825 г. здания аббатства использовались в качестве каменоломни, в результате чего большая часть построек обратилась в руины.

## Современное состояние
В 1947 г. руины аббатства Жюмьеж были приобретены французским государством и стали музеем под открытым небом. Руины аббатства законсервированы и доступны для посещения туристами.

## Расслабленные из Жюмьежа
С аббатством связана легенда о так называемых «расслабленных из Жюмьежа». В ней говорится о сыновьях франкского короля Хлодвига и его жены Батильды, которые, воспользовавшись отсутствием Хлодвига, попытались захватить власть. Вернувшись, Хлодвиг подверг их суровой каре: пережёг им сухожилия на ногах. Искалеченные юноши захотели посвятить свою жизнь служению Богу, и родители решили отдать их на волю Провидения, пустив на плоту по реке. Плот пристал к берегу близ Жюмьежского аббатства, где его заметил Филиберт. Остаток жизни братья провели в монастыре, а Хлодвиг и Батильда щедро одарили аббатство.
По всей видимости, легенда не имеет никакой исторической достоверности, однако она получила широкое распространение и стала популярным сюжетом в искусстве.